# D’Mitrius Ballard
D’Mitrius Ballard (* 15. März 1993 in Temple Hills, Maryland) ist ein US-amerikanischer Profiboxer im Mittelgewicht.

## Amateurkarriere
D’Mitrius Ballard gewann 102 von 117 Amateurkämpfen. Bei US-Juniorenmeisterschaften gewann er 2009 Silber und 2010 Gold, zudem war er Viertelfinalist der Junioren-Weltmeisterschaften 2009.
Seine größten Erfolge waren der Gewinn einer Bronzemedaille 2010 und der Goldmedaille 2012 bei den National Golden Gloves im Mittelgewicht.

## Profikarriere
D’Mitrius Ballard steht bei Golden Boy Promotions unter Vertrag und wurde von Bernard Roach, sowie nach dessen Tod 2017, von dessen Cousin Lamont Roach trainiert. Er blieb ab 2013 in 24 Kämpfen ungeschlagen, wobei er im Dezember 2019 ein Unentschieden gegen Yamaguchi Falcão erreicht hatte.
Am 19. Februar 2022 verlor er durch TKO in der dritten Runde gegen Jaime Munguía.